# تمثال مسيح بونتو بوراك
تمثال مسيح بونتو بوراك هو تمثال ليسوع يقع في سولاوسي الجنوبية،إندونيسيا ويعتبر أطول تمثال للمسيح في العالم بطول 40 متر ويقع على قمة تل بونتو بوراك على ارتفاع 1700 متر فوق سطح البحر.